# Йонаш Заборський
Йонаш Заборський (*Jonáš Záborský, 3 лютого 1812 — 23 січня 1876) — словацький поет, байкар, прозаїк, драматург, історик, журналіст та теолог.

## Життєпис
Походив з родини середнього статку. Народився у містечку Забор'є 1812 року. У 1818—1821 роках навчався в початковій школі. З 1821 до 1823 року проходив навчання у середній школі м. Некпали, а у 1823-му — Гемели.
З 1829 до 1831 року навчався в Євангелічній семінарії м. Кежмарок. В навчальному році 1830—1831 отримав стипендію за ініціативою одного зі своїх викладачів — Яна Бенедікті. Після цього до 1834 року навчався в Євангелічному богословському коледжі міста Пряшів. Після цього був священиком у м. Поздішовце.
З 1839 до 1840 року навчався в університеті м. Галле (Пруссія). Слідок за цим стає священиком у містечку Ранковце. Близько 1843 року переходить у католицизм. З цього року до 1850-го був священиком у м. Кошице. З 1850 по 1853 року був редактором урядової газети «Словацькі новини» у Відні.
У 1853 році стає священиком у Жупканах. Тут присвятив себе повністю літературі та історичним працям. Помер у 1876 році в Жупканах.

## Творчість
Розпочав літературну діяльність у 1836 році. Спочатку був автором віршів (патріотичних од, байок, епіграм) у дусі класицизму. Став майстром політичних епіграм у віршах (збірка «Жала», 1870 рік). Усього у доробку мав 15 віршований збірок.
Розквіт Й. Заборського як письменника та поета припадає на кінець 1850-х — 1860-ті роки (в більшості своїй його твори не публікувалися за життя). Вони сильні своїм прагненням до дослідження соціальних явищ сучасності.
У художній манері Заборського чимало архаїчних елементів, в розкритті сюжету переважає описовість, характери дійових осіб статичні, проте тенденції до реалістичного художнього осмислення дійсності в її сучасних соціальних суперечностях з різко сатиричною спрямованістю роблять Заборського безпосереднім попередником реалізму в словацькій літературі.
У його просвітницьких повістях («Священик-панславіт», «Два дні в Гуяві») і сатиричній прозі («Шофранковичі», «Фаустіада») вперше знаходить відбиток складна сучасна суспільно-політична ситуація тогочасної Словаччини. У повісті «Два дні в Гуяві» намалював утопічний образ вільної від гніту словацького села. Усього у доробку мав 15 повістей та романів.
Він автор дидактичних комедій і драм («Найдух», 1867 рік), трагедій на сюжети середньовічної історії Словаччини, Угорщини, Сербії, Росії («Лжедмитріади», 1866 рік, «Дотиснути», 1868 рік, «Дьорде Чорний», 1868 рік), в яких прагнув відтворити історичний колорит і типові образи далекого минулого. Усього написав 33 комедій й драм.
Також у доробку є сатиричний прозоровий твір на соціально-політичну тематику — «Листи, телеграми і розмови ремісника Федора» (1861—1869 роки), який складено у формі народного анекдоту.
Й. Заборський професійно займався історією. Найзначущим є його праця «Історія Королівства Угорщина від початку і до часів Сигізмунда», над якою він працював до самої смерті.